# Трихопигментация

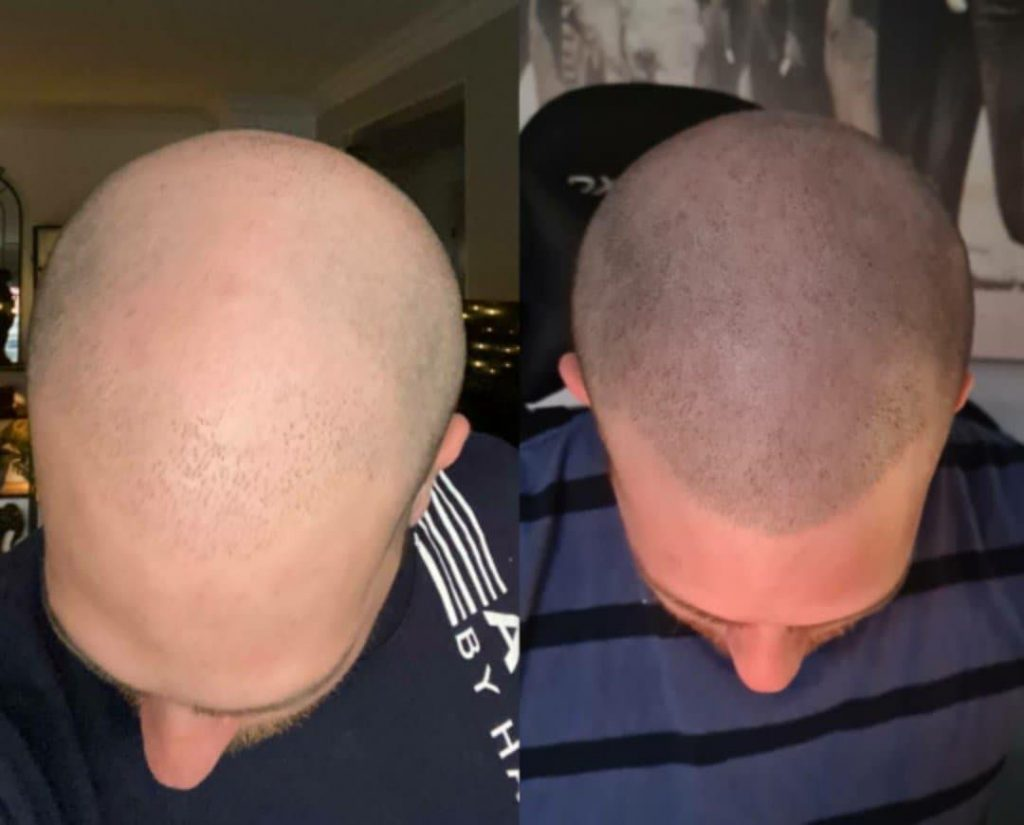
трихопигментация

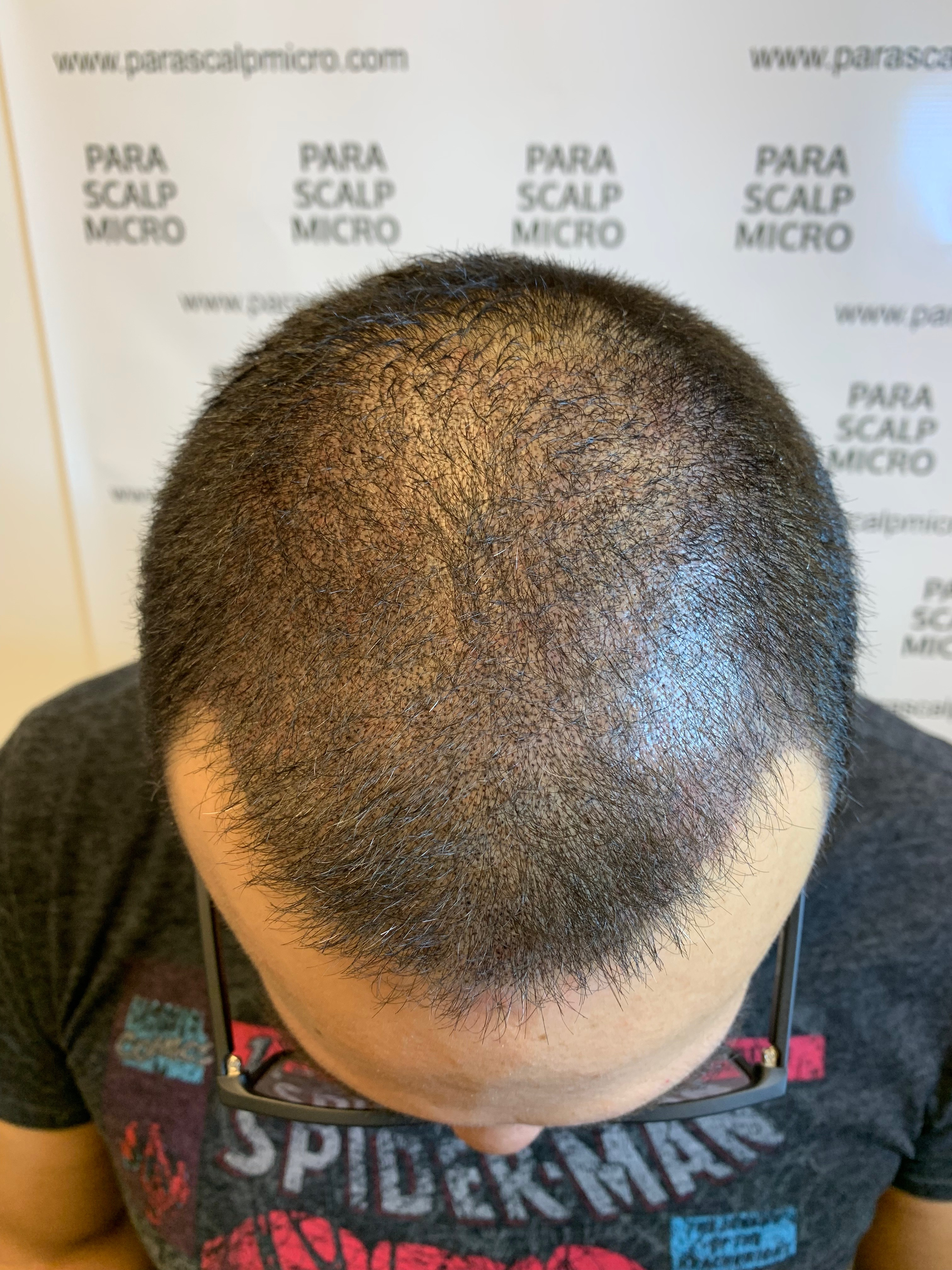
трихопигментация

Трихопигментация или микропигментация, татуаж волос (англ. Hair pigmentation, итал. Tricopigmentazione) — медицинская и косметологическая процедура, предназначенная в первую очередь для создания визуальной иллюзии волосяного покрова при помощи красящих веществ. После её проведения на кожном покрове образовывается рисунок фолликул коротко стриженных волос визуально сходный с «бритой головой».

## Нанесение
Суть процесса — нанесение рисунка на место волосяного покрова, путём занесения неглубоко под кожу специальных пигментов. Действие производится тату машинкой

## Применение

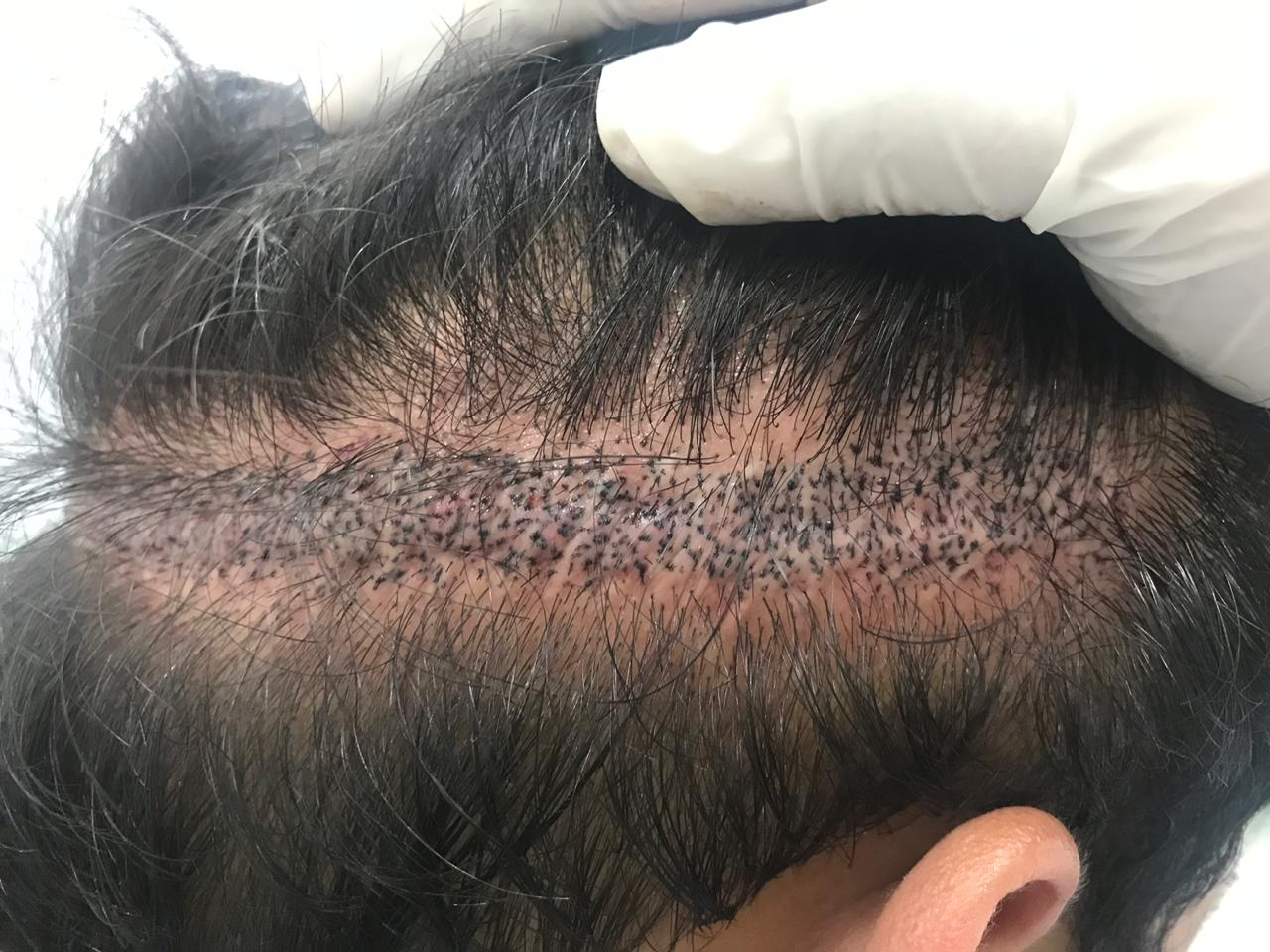

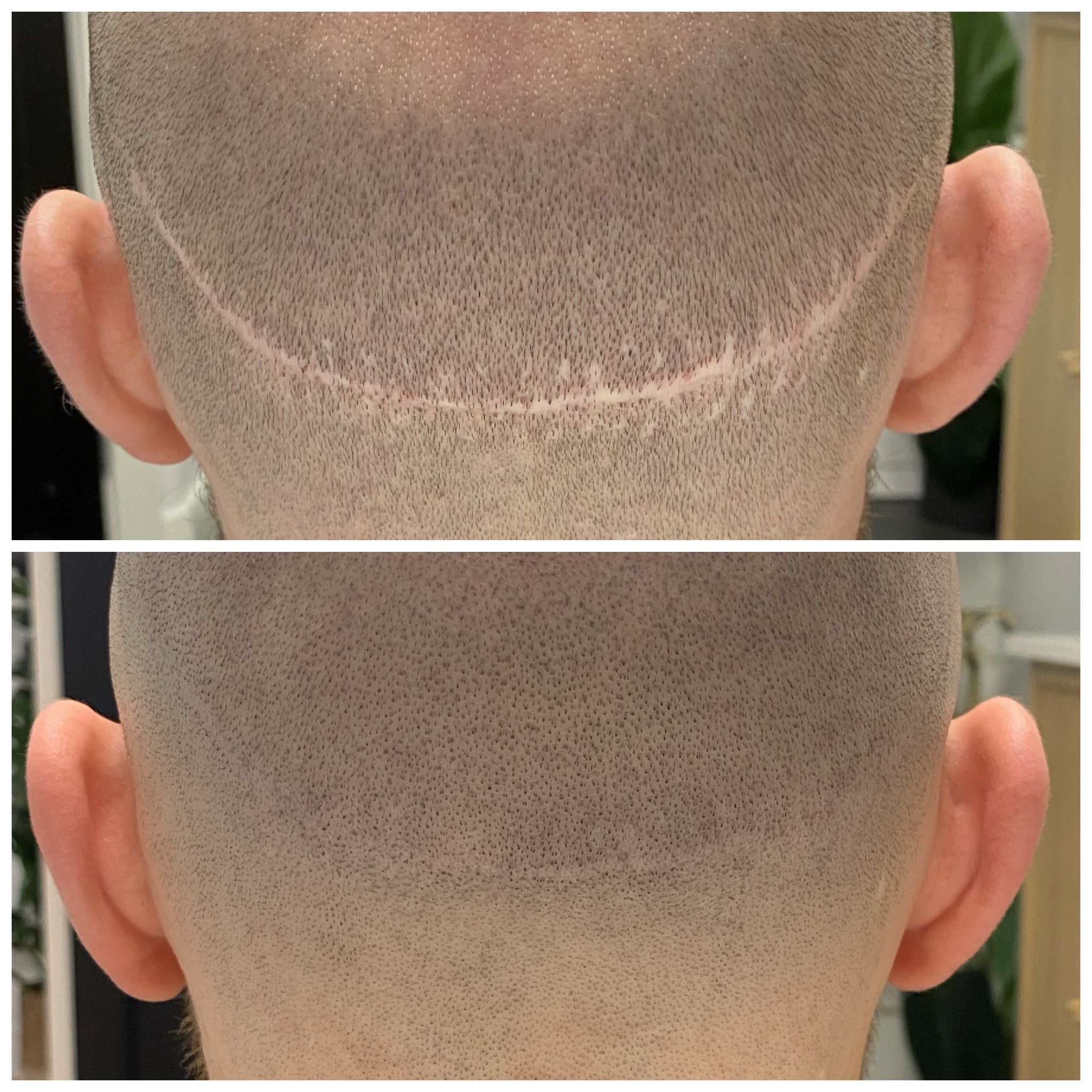
трихопигментация после трансплантации волос

Трихопигментация применяется для того, чтобы скрыть:
- алопецию (облысение, плешивость),
- шрамы и рубцы,
- частичное или полное отсутствие волосяного покрова по иным причинам.

Микропигментация может применяться даже в тех случаях, когда невозможно выполнить пересадку волос.